# Telhado (Vila Nova de Famalicão)
Telhado is een plaats (freguesia) in de Portugese gemeente Vila Nova de Famalicão en telt 1799 inwoners (2001).